# Francisco de Cubas
Francisco de Cubas y González-Montes (Madrid, 13 de abril de 1826-Madrid, 2 de enero de 1899) fue un arquitecto y político español, también conocido como marqués de Cubas. Su obra más destacada es el proyecto para la catedral de la Almudena, en estilo neogótico, que sin embargo tras la muerte de Cubas vería modificadas sus líneas originales. Ha sido considerado «el arquitecto [madrileño] más característico y representativo del último tercio de siglo». En el plano político fue diputado, senador y alcalde de Madrid.

## Biografía

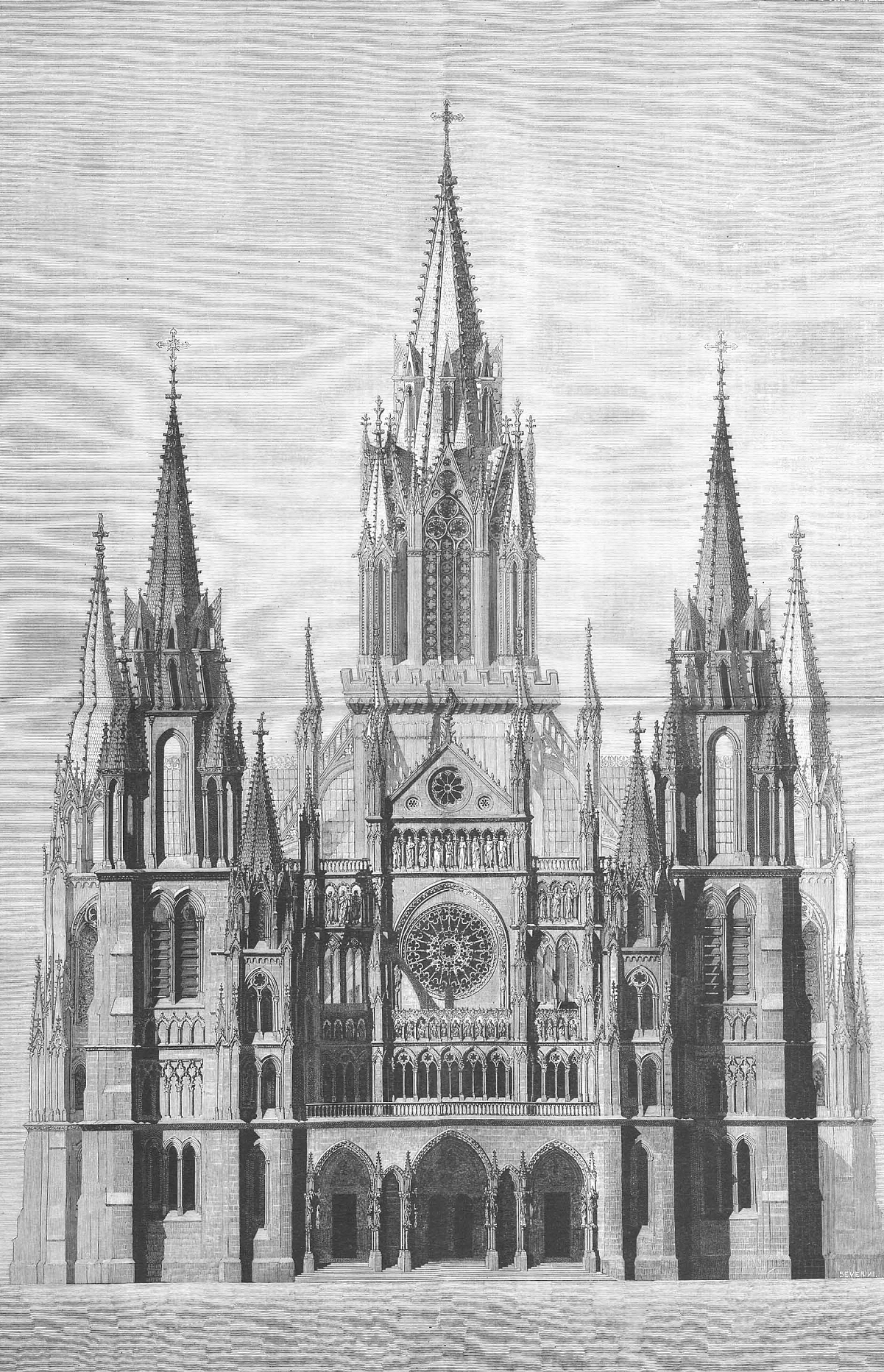
Proyecto original de Cubas para la catedral de la Almudena.

Nació en Madrid el 13 de abril de 1826.Se formó en la Escuela de Arquitectura de la ciudad y obtuvo sendas pensiones para completar sus estudios en Roma y Grecia. Obtuvo el título de arquitecto el 17 de diciembre de 1855 y durante sus primeros años aprendió del arquitecto Antonio Zabaleta, en cuyo estudio trabajó.
Miembro de la Real Academia de Bellas Artes de San Fernando desde el 27 de noviembre de 1870, compaginó sus trabajos de arquitectura con su carrera política, que le llevaría a ser diputado entre 1891 y 1892, alcalde de Madrid con la Unión Conservadora de Francisco Silvela, del 6 de noviembre al 1 de diciembre de aquel año, y senador por la provincia de Ávila desde 1896 hasta su muerte, acontecida en su ciudad natal el 2 de enero de 1899.
Cubas, que ostentaba el título de marqués de Cubas, fue también desde 1893 marqués de Fontalba. En el ámbito personal era aficionado a la arqueología y contaba con una colección de antigüedades en su domicilio, constituida en buena parte por arte cristiano medieval y orfebrería. Estuvo casado con Matilde de Erice y Urquijo, ambos enterrados en una capilla de la cripta de la catedral de la Almudena, su gran proyecto como arquitecto.

## Obra arquitectónica

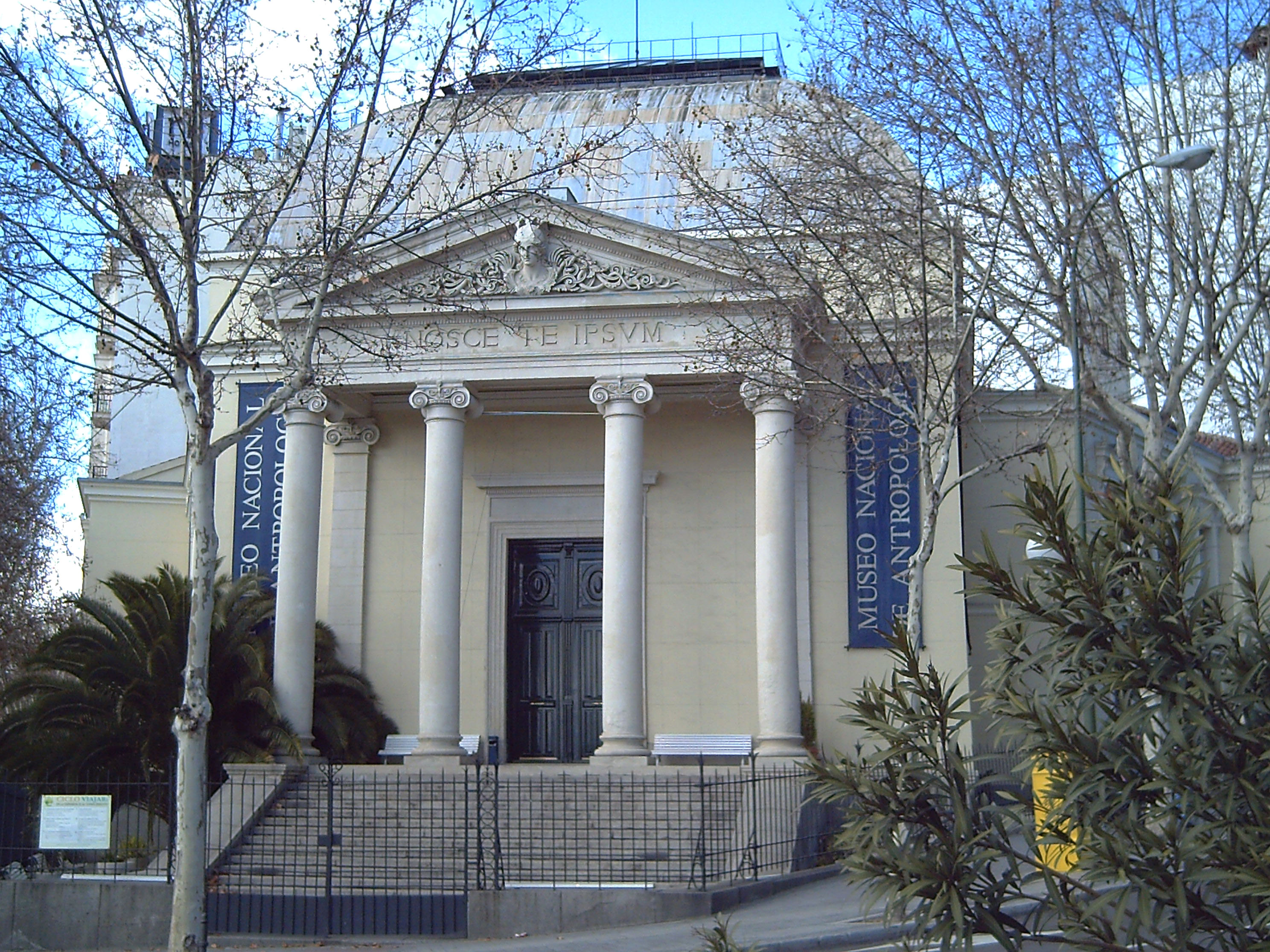
Museo Nacional de Antropología (1873-1875).

Es uno de los más notables representantes de la arquitectura decimonónica madrileña. Su obra experimentó una evolución desde un estilo inicial denominado como «italianizante» y con «tendencias clasicistas» a una etapa de madurez en la que cultivó una arquitectura caracterizada por un goticismo neomedieval y el historicismo. Entre sus realizaciones se encuentran la Universidad de Deusto en Bilbao, el Museo Nacional de Antropología (1873-1875), el asilo de huérfanos del Sagrado Corazón de Jesús (1880-1886), el convento de las Siervas de María (1883), el palacio de Arenzana —actual embajada de Francia— o la iglesia de la Santa Cruz.

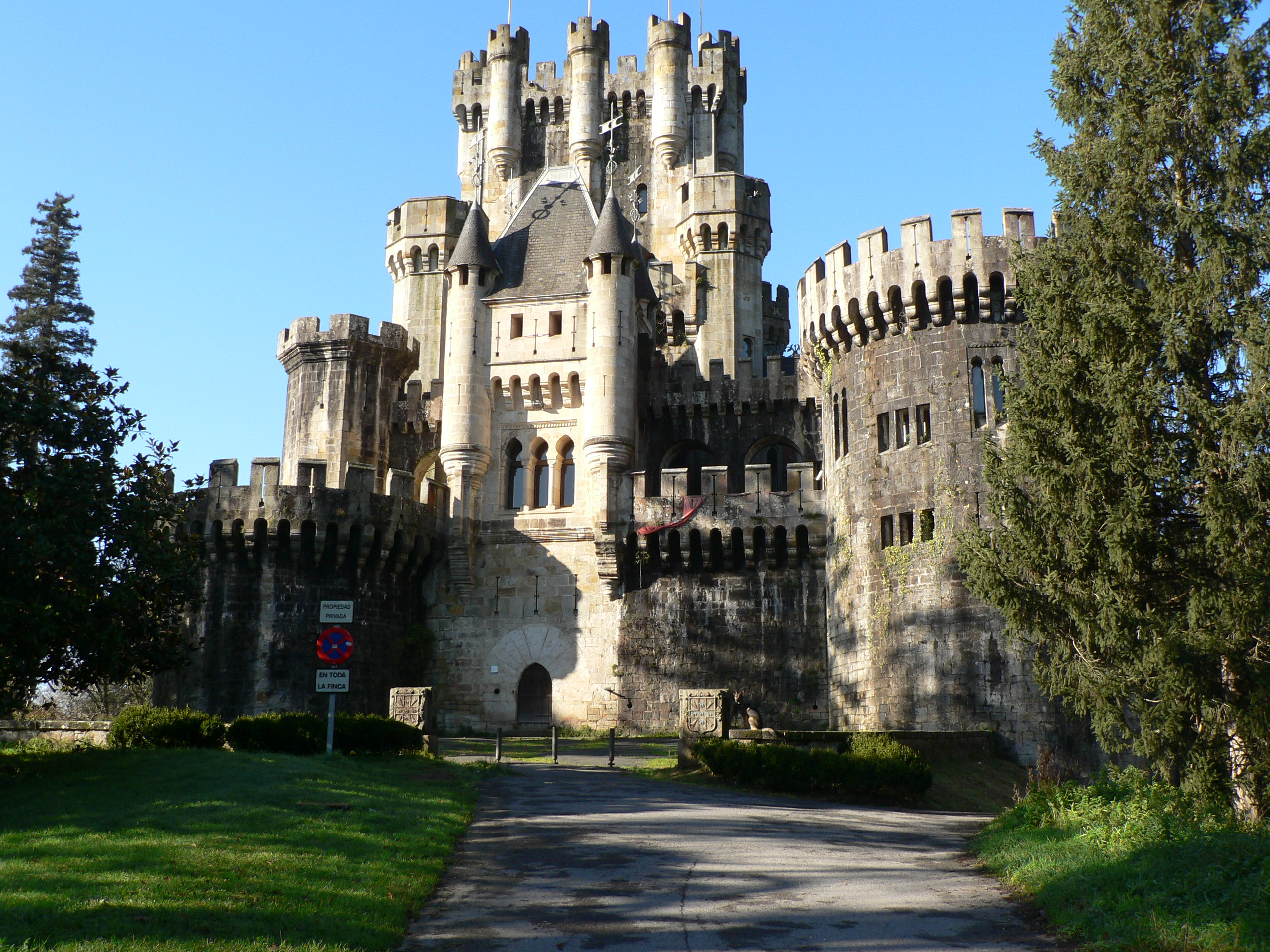
Castillo de Butrón, en Vizcaya.

También participó en la reforma del palacio de Alcañices, la construcción de escuelas de niños y niñas en Llodio y Murga y de las casas Salabert de Madrid, así como de varios palacetes del paseo de Recoletos. También proyectó varios panteones y capillas sepulcrales en los cementerios madrileños de San Isidro y San Justo, así como el panteón de los Fernán Núñez en el actual barrio de la Alameda de Osuna. Cabello Lapiedra le atribuye el proyecto del Seminario Conciliar de Madrid, sin embargo Navascués Palacio lo pone en duda, apuntando que la autoría podría corresponder a Miguel de Olabarría, discípulo de Cubas.

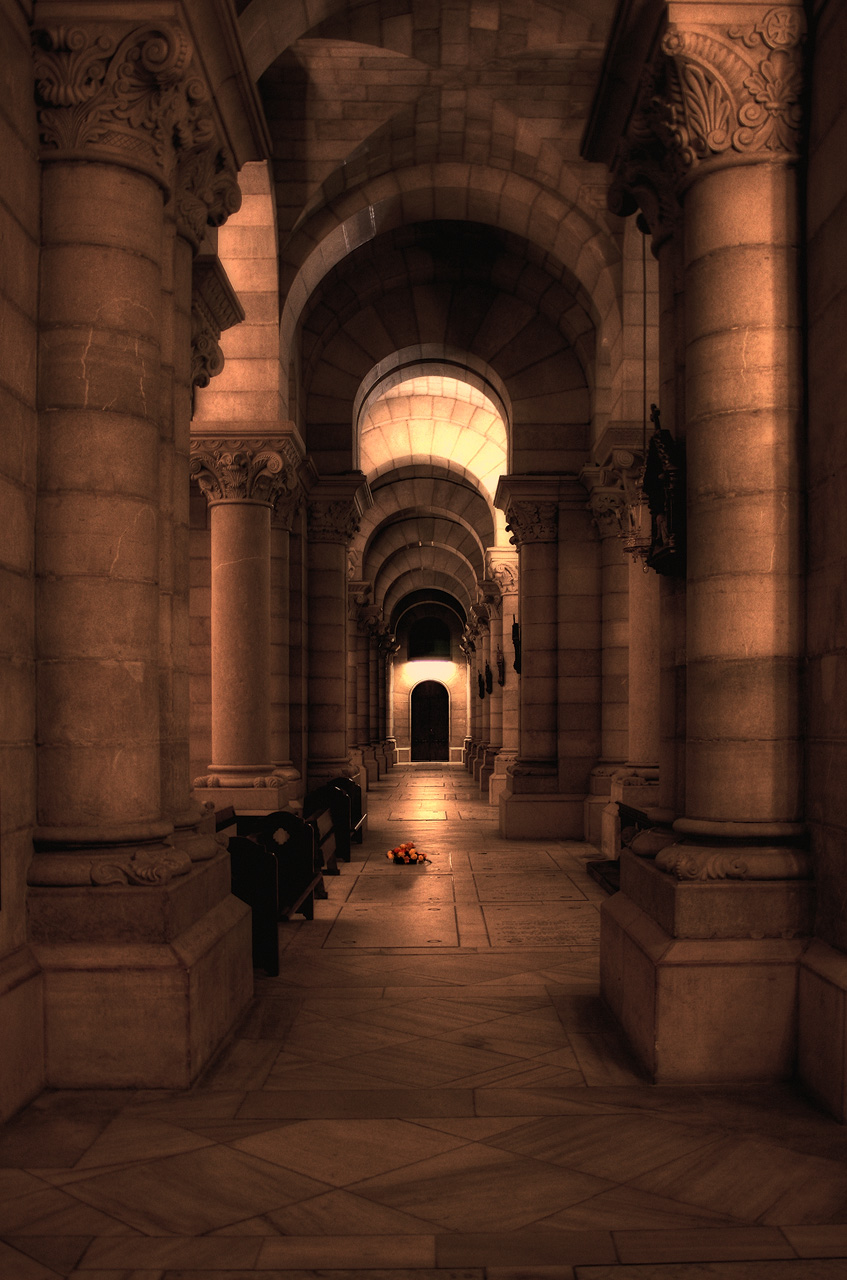
Cripta de la catedral de la Almudena, única parte del templo que Cubas llegó a ver construida.

Denominado por Navascués Palacio «el arquitecto "oficial" de la aristocracia madrileña», también construyó diversas viviendas particulares para las clases altas de la ciudad, además de realizar trabajos para la Compañía de Jesús o acometer la restauración de iglesias para el obispado, como la de Navalquejigo.
Con todo, su obra más recordada es la catedral de la Almudena de Madrid, cuya construcción comenzó en 1883 con la primera piedra de la cripta. Tras un anteproyecto del propio Cubas, del que algunos de sus elementos han sido calificados como «anodinos» o «poco afortunados», terminó proponiendo un diseño con una «mejor asimilación de la arquitectura gótica» y «mayor rigor histórico», según Navascués Palacio, que se correspondía con el de una «magnífica» catedral neogótica según la moda imperante en Europa, influido por el arquitecto francés Viollet-le-Duc. Dicho proyecto resultaría luego muy modificado: las obras se fueron alargando por problemas económicos y finalmente se prosiguieron según líneas del neoclasicismo, más acordes con el vecino Palacio Real.
También se encargó de la construcción del castillo de Butrón —sobre una fortificación previa completamente en ruinas— en la localidad vizcaína de Gatica.